# دوك (علي جمال)
دوك (بالفارسية: دوک) هي مستوطنة تقع في إيران في قسم علي جمال الريفي.